# Križ
Križ (régi magyar neve Szentkereszt) falu és község Horvátországban Zágráb megyében. Közigazgatásilag Bunjani, Donji Prnjarovec, Gornji Prnjarovec, Johovec, Konšćani, Mala Hrastilnica, Novoselec, Obedišće, Okešinec, Razljev, Rečica Kriška, Širinec, Šušnjari, Velika Hrastilnica és Vezišće falvak tartoznak hozzá.

## Fekvése
Zágrábtól 45 km-re délkeletre, az A3-as autópálya mellett fekszik.

## Története
A település azon a földön keletkezett, melyet Szent László király az általa 1094-ben alapított zágrábi püspökségnek adott. A püspöki birtokot az első források Dubrava, később "insula Ivanich", azaz Ivanics sziget néven említik, mely magában foglalta a mai Ivanić-Grad, Križ és Kloštar Ivanić községek területét. Križ nevét templomáról kapta, melyet a Szent Kereszt Felmagasztalása tiszteletére szenteltek és első említése 1334-ben a csázmai káptalan statútumában történt.
A török veszély növekedése miatt 1540-ben Erdődi Simon püspök várat építtetett ide, mely a mai városi park helyén állt. A török időkben a katonai jellegűvé vált település a Vojni Križ nevet kapta. 1545-ben Ulama pasa pozsegai szandzsákbég Križ és Csázma környékét felégette, de a várat elfoglalni nem tudta. 1577-ben itt húzódott a határ a török hódoltság és maradék Horvátország között, ekkor a várnak hetven fős helyőrsége volt. Ebből az időből származik az a monda, hogy amikor a török a Cseszma túlpartján táborozott, hogy a várat megtámadja a helyi asszonyok fehér vásznakat terítettek a szőlőhegy karóira mintha azok is katonák lennének. Így tévesztették meg a török felderítőket, akik azt jelentették, hogy a vár jól védett. Ezért aztán ekkor a török nem is támadta a várat. 1593-ban a török nagy támadást intézett a környék ellen. A lakosok részben a jól védett Grazba, de a legtöbben Magyarországra menekültek. Ők népesítették be újra a magyarországi Szentpéterfa (horvát nevén Petrovo Selo) községet. 1598-ban a zágrábi püspök szerb határőröket telepített ide.
1765-ben újjászervezték a varasdi határőrvidéket és megalakították a körösi és szentgyörgyi ezredeket. Az ezredek tizenkét századból álltak, közülük egynek Križ lett a székhelye. A kapitányság épülete ma is áll a település központjában. 1780-ban a templom körüli régi temető helyett új temetőt létesítettek.
Egyházi iskoláját már a 17. században említik. 1790-ben népiskola is nyílt a településen, melyben német nyelven folyt az oktatás. Az első iskola épületet 1860-ban építették. 1868-ban bevezették a horvát nyelvű oktatást. A katonai határőrvidék megszüntetése után 1871-ben a településem bevezették a polgári közigazgatást és Belovár-Kőrös vármegye része lett. 1873-ban Križ járási székhely lett. 1874-ben Zdenek Tomiček megnyitotta az első gyógyszertárat a településen. 1875-ben megkezdte működését az alispáni hivatal, az első alispán Andrija Marković volt. 1884-ben olvasókör és könyvtár kezdte meg működését. Križ az 1886-os közigazgatási átszervezés után egy időre még járási székhely maradt, de 1894-ben a járás területét két új járásra, a csázmaira és a kutinaira osztották fel. Ebben az évben alakult meg a település önkéntes tűzoltó egylete. 1896-ban megindult a vasúti közlekedés a Dugo Selo – Novska vasútvonalon, mely a gazdasági fejlődésre nagy hatással volt. 1912-ben megalakult az első sportegyesület a "Sokol".
1857-ben 479, 1910-ben 1005 lakosa volt. Trianonig Belovár-Kőrös vármegye csázmai járásához tartozott. 1929 karácsonyára a templomban először gyúlt fel a villany a településen. 1962-ben megalapították a helyi gimnáziumot. 1963-ban Križ Ivanić-Grad község része lett. 1993-ban a közigazgatás újjászervezésével újra önálló község lett. A településnek 2001-ben 1905 lakosa volt.

## Lakosság
| Lakosság változása | Lakosság változása | Lakosság változása | Lakosság változása | Lakosság változása | Lakosság változása | Lakosság változása | Lakosság változása | Lakosság változása | Lakosság változása | Lakosság változása | Lakosság változása | Lakosság változása | Lakosság változása | Lakosság változása |
| ------------------ | ------------------ | ------------------ | ------------------ | ------------------ | ------------------ | ------------------ | ------------------ | ------------------ | ------------------ | ------------------ | ------------------ | ------------------ | ------------------ | ------------------ |
| 1857               | 1869               | 1880               | 1890               | 1900               | 1910               | 1921               | 1931               | 1948               | 1953               | 1961               | 1971               | 1981               | 1991               | 2001               |
| 479                | 528                | 645                | 702                | 882                | 1005               | 1001               | 1078               | 1286               | 1343               | 1440               | 1517               | 1665               | 1770               | 1905               |

## Nevezetességei
- A Szent Kereszt Felmagasztalása tiszteletére szentelt plébániatemploma[3] középkori eredetű. Építési ideje nem ismert, de 1334-ben már állt. Valószínűleg a templomosok építették 1120 körül. 1501-ben gótikus stílusban építették át. A templom mai formájában egyhajós barokk épület, mert a 18. században barokk stílusban építették át. 1714-ben egy tűzvészben leégett a régi főoltár és 1720-ban újat emeltek helyette, mely értékes szobraival ma az északi országrész egyik legszebb oltára. Külön értéket képvisel a két mellékoltár is, melyek Szent Rókus és Páduai Szent Antal tiszteletére vannak szentelve és 1761-ben már álltak. A templomnak értékes aranyozott tárgyai is vannak, melyek a 18. és 19. századból valók. 1767-ben az északi oldalon új sekrestyét építettek. A templom körüli temetőt 1780-ban szüntették meg. 1787-ben a templom új, egy manuálos tizenkét regiszteres orgonát kapott. A templomot 1894-ben épített szép angolpark övezi.
- Keresztelő Szent János tiszteletére szentelt egyhajós kápolnája 1821-ben épült, 1875-ben megújították. Oltára még a 18. században készült.
- Josip Badalić emlékház.

## Híres emberek
Itt hunyt el 1985. augusztus 11-én Josip Badalić irodalomtörténész, szlavista. Egykori háza ma emlékmúzeum.